# Ophioplexa
Ophioplexa is een geslacht van slangsterren uit de familie Ophiomyxidae.

## Soorten
- Ophioplexa condita Martynov, 2010